# Ветеринарная элементология
Ветеринарная элементология (от лат. elementum — первоначальное вещество и греч. λόγος — учение) — раздел биоэлементологии, научно-практическое направление, изучающее состав, содержание, связи и взаимодействие биоэлементов в организме животных в норме и при патологических состояниях.

## Задачи
Разработка способов профилактики нарушений биоэлементного состава организма животных и их коррекция при развившихся патологических состояниях (дисэлементозах).

## Применение
Методы ветеринарной элементологии применяются в различных отраслях сельского хозяйства: животноводстве, растениеводстве и др; в экспериментах на модельных организмах.  Практическая значимость ветеринарной элементологии часто обусловлена неблагоприятными для организмов биогеохимическими факторами отдельных областей и территорий.
В животноводстве методы ветеринарной элементологии используются для следующих целей:
- Нормализация в организме животных показателей белкового, углеводного и минерального обменов.
- Повышение продуктивности и качеств животных (объём надоя и пищевая ценность молока, скорость роста и качество шерсти, скорость набора и пищевая ценность мясной и жировой масс, и др.).[11][12]
- Для профилактики и комплексной терапии заболеваний печени (гепатиты, гепатозы), почек (нефриты, нефрозы, мочекаменная болезнь), костной ткани (остеопороз, остеомаляция, остеодистрофия, гипокальцемия, гипомагнемия).
- Повышение резистентности, профилактика скрытых токсикозов в организме животных и получения качественного потомства.
- Снижение токсического влияния на организм животных тяжёлых металлов, мышьяка, никеля и хрома.[13][14]

В растениеводстве методы ветеринарной элементологии используются для улучшения качества кормовой базы, регуляции рациона и условий среды содержания животных.
Важным аспектом успешного применения методов ветеринарной элементологии является мониторинг и анализ изменений элементного состава. Развитие технологий позволило производить оперативный и точный элементный анализ широкого спектра биосубстратов: кровь, ткани, органы, шерсть, перо, почвы, растительная масса и др.

## Смежные дисциплины
Ветеринарная элементология связана со следующими научными дисциплинами:
- Ветеринария
- Токсикология
- Биохимия
- Биогеохимия
- Зоогигиена
- Иммунология
- Фармакология
- Физиология
- Превентивная медицина
- Нутрициология